# Epiphragma filiforme
Epiphragma filiforme är en tvåvingeart som beskrevs av Alexander 1940. Epiphragma filiforme ingår i släktet Epiphragma och familjen småharkrankar.
Artens utbredningsområde är Ecuador. Inga underarter finns listade i Catalogue of Life.